# Val-Alain
Val-Alain es un municipio canadiense situado en la provincia de Quebec.

## Superficie
Val-Alain tiene una superficie de 102,54 km².

## Demografía
En 2021, tenía 986 habitantes, una densidad poblacional de 9,6 hab./km², y 468 viviendas.